# ایرنا کارل
ایرنا کارِل (لهستانی: Irena Karel؛ زادهٔ ۱۰ اوت ۱۹۴۳) بازیگر اهل لهستان است.
از فیلم‌ها یا مجموعه‌های تلویزیونی که وی در آن‌ها نقش داشته‌است، می‌توان به سفری برای یک لبخند، دوست بدار یا رها کن، ماجراهای میخاو، چهل‌ساله، اجاره‌نشین‌ها، سرهنگ وودیوفسکی، خرده‌دهقانان، مرز سایه، تدی خرسه، رز، اجاره‌نشین‌ها، خانه کشیش و قماری بالاتر از زندگی اشاره نمود.